# Unfair
|  | Denne artikel er oprettet af botten Steenthbot ud fra en ekstern database. Den kan derfor have sproglige fejl eller mangler. Denne skabelon kan fjernes efter kontrol af indholdet. |

Unfair er en dansk kortfilm fra 2017 instrueret af Signe Søby Bech.

## Handling
Unfair er et ungdomsdrama om Markus, der slår op med Line, fordi han ikke er færdig med sin ekskæreste Mia. Line er i sine følelsers vold og kommer til at dele et nøgenbillede af Mia fra Markus' telefon, uden at tænke over konsekvenserne af det.

## Medvirkende
- Coco Hjardemaal Laybourne, Mia
- Rosalina Krøyer, Line
- Mikkel Rishøj, Markus
- Rosalinde Mynster, Storesøster
- Janus Nabil Bakrawi, Politibetjent
- Jette Sievertsen, Klasselærer
- Wili Julius Findsen, Ven 1
- Thomas Garvey, Ven 2
- Mads Rasmussen, Ven 3
- Sylvester Espersen Byder, Ven 4